# Slag aan de Berre
De Slag aan de Berre was de laatste slag van de Moorse invasiecampagne in Frankrijk.

## Campagne
Nadat Karel Martel, koning van het Frankische Rijk, de Slag van Poitiers in 732 won van het invasieleger van het Omajjadenrijk onder leiding van Abdul Rahman, was de opmars voor enkele jaren gestuit. Gebieden in Zuid-Frankrijk waren echter nog in handen van de Moren, met name het gebied rond Narbonne.
In 736 landde Abdul Rahmans zoon met een nieuw invasieleger bij Narbonne. De zoon had geleerd van de fout van zijn overleden vader en ging gestructureerd te werk.

## Wat voorafging aan de slag
De strategie van de Omajjaden was erop gestoeld niet de confrontatie te zoeken maar geleidelijk uit te breiden, van stad naar stad en deze te versterken. Van Narbonne trok hun leger naar Arles, versterkte deze stad en ging verder landinwaarts. Indien Karel Martel deze strategie wilde doorbreken zou hij naar hen moeten komen en niet, zoals in de slag bij Poitiers, andersom. Hierdoor zou Abdul Rahmans zoon het terrein kunnen kiezen. De strategie ging volgens plan tot op het moment dat Martel arriveerde. Martel veroverde de ene stad van Septimanië na de andere en uiteindelijk legde hij het beleg voor Narbonne. Narbonne was echter niet in te nemen en kon vanuit de zee bevoorraad worden. De moslims beschouwden ondertussen de Slag bij Poitiers als een tijdelijke tegenslag.

## De Slag (737)
Dit keer werd niet het militair genie van Karel Martel onderschat, maar de militaire planner. De Omajjaden hadden verwacht dat het zeker een generatie zou duren voordat de Franken een gelijkwaardige cavalerie konden creëren aan die van hen. Karel had er slechts vijf jaar voor nodig. Karel kwam met deze zware cavalerie, samen met een immer gereedstaand infanterieleger, veel eerder dat verwacht. Abdul Rahmans zoon had rekening gehouden met de falanx van infanterie, zoals vijf jaar ervoor. Karel viel echter aan met gecombineerde cavalerie/infanterie en vernietigde het leger van het Kalifaat bij de rivier de Berre.

## Gevolgen
Aan de Slag aan de Berre is weinig betekenis gegeven in de geschiedenis. Niettemin beweren sommige historici dat deze wellicht van gelijk belang als de Slag bij Poitiers was. De moslimexpansie in Europa was gestopt, alsook de militaire Omajjadische kracht. Tezamen met de overwinning van de Byzantijnse keizer Leo III stopte de expansie van het Omajjadenrijk, dat in 750 bij de Slag bij de Zab ineenstortte en overging in het Abbasidische Rijk.
Het zou echter nog een generatie duren voordat de islamitische heerschappij zou verdwijnen in Frankrijk. De zoon van Karel, Pepijn de Korte, zou ruim 20 jaar later Narbonne (759) heroveren.